# Campagna di Sơn Tây
La campagna di Sơn Tây (11-17 dicembre 1883) fu una campagna combattuta dai francesi per conquistare Sơn Tây, città strategicamente importante del Tonchino controllata dall'Esercito della bandiera nera di Liu Yongfu e da contingenti di truppe vietnamite e cinesi. La campagna fu uno dei numerosi scontri tra il Corpo di spedizione del Tonchino e l'Esercito della bandiera nera durante la campagna del Tonchino (1883-1886) e si svolse durante il periodo di ostilità non dichiarata che precedette la guerra franco-cinese (agosto 1884-aprile 1885).

## Contesto
Dopo la sconfitta e la morte del capitano di marina Henri Rivière nella battaglia di Cầu Giấy del 19 maggio 1883 per mano di Liu Yongfu e dell'Esercito della bandiera nera, il governo francese inviò ingenti rinforzi nel Tonchino. Il generale Alexandre-Eugène Bouët (1833-1887), successore di Rivière, tentò di distruggere le Bandiere nere nell'estate e nell'autunno del 1883. Le bandiere nere subirono gravi perdite nella battaglia di Phủ Hoài (15 agosto 1883) e nella battaglia di Palan (1º settembre 1883), ma i francesi non riuscirono a sconfiggerle definitivamente. Nell'ottobre del 1883 il comando del Corpo di spedizione del Tonchino fu affidato all'ammiraglio Amédée Courbet. Alla fine dell'anno, i francesi prepararono una grande offensiva per annientare le Bandiere nere e cercarono di persuadere la Cina a ritirare il suo sostegno a Liu Yongfu, tentando al contempo di ottenere l'appoggio delle altre potenze europee per la progettata offensiva. Il primo ministro Jules Ferry e il ministro degli Esteri Paul-Armand Challemel-Lacour si incontrarono più volte nell'estate e nell'autunno del 1883 con il ministro cinese Zeng Jize a Parigi, ma queste discussioni diplomatiche si rivelarono infruttuose. I cinesi rimasero fermi e si rifiutarono di ritirare consistenti guarnigioni di truppe regolari cinesi da Sơn Tây, Bắc Ninh e Lạng Sơn, pur sapendo che vi era la forte probabilità che esse sarebbero state presto impegnate in battaglia contro i francesi. A loro volta, i francesi consolidarono la loro posizione sul Delta del Fiume Rosso, stabilendo postazioni a Quảng Yên, Hưng Yên e Ninh Bình. Nel dicembre del 1883 l'ammiraglio Courbet fu autorizzato dal governo di Ferry ad attaccare Sơn Tây. Il gabinetto francese sapeva che un attacco a Liu Yongfu avrebbe probabilmente portato a una guerra non dichiarata con la Cina, ma calcolò che una rapida vittoria nel Tonchino avrebbe costretto i cinesi ad accettare il fatto compiuto.

## Forze in campo

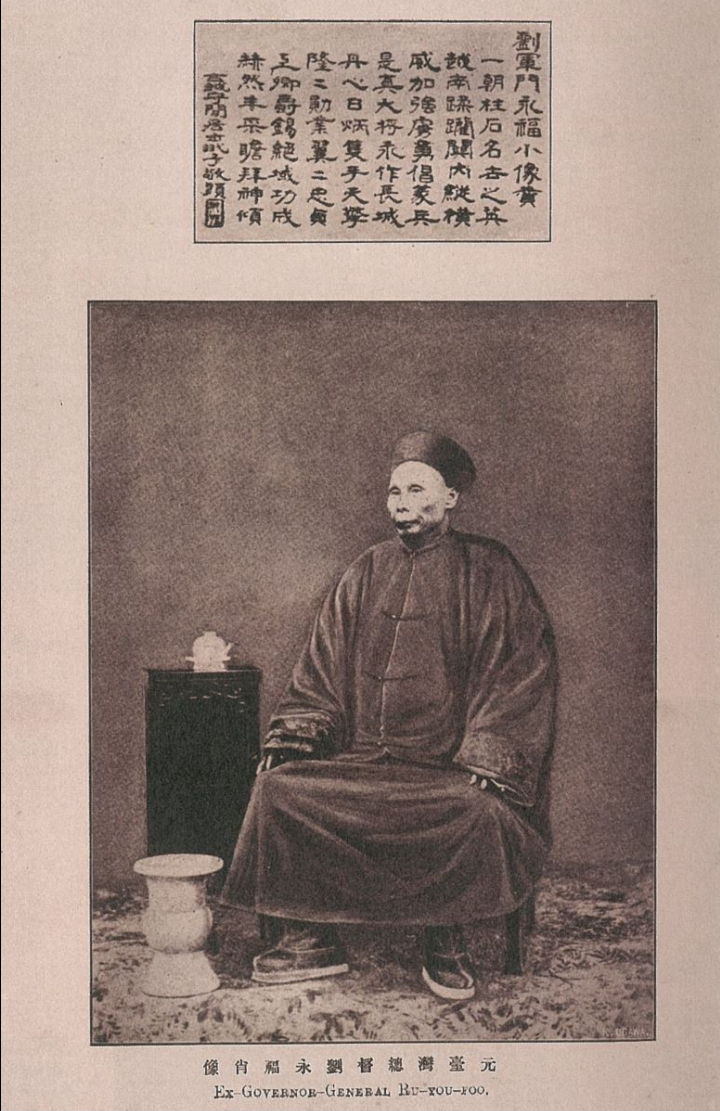
Liu Yongfu (1837–1917)

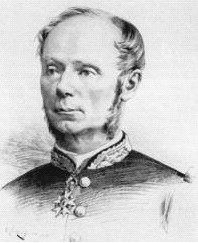
Anatole-Amédée-Prosper Courbet (1827–1885)

Sơn Tây, posta pochi chilometri a sud del Fiume Rosso, era protetta da una cinta muraria pentagonale a forma di aquilone alta poco meno di 4 metri, con i tre lati corti rivolti approssimativamente verso est e i due lati lunghi convergenti verso ovest. La cinta muraria era protetta su tutti e cinque i lati da un ampio e profondo fossato pieno d'acqua e da un'alta palizzata di bambù. Anche se un attaccante avesse superato questi ostacoli e fatto breccia nella cinta muraria, avrebbe poi dovuto conquistare la cittadella di Sơn Tây. Quest'ultima, costruita dagli ingegneri vietnamiti sul modello delle cittadelle francesi della Cocincina, si trovava nel cuore della città. Era di forma quadrata, le sue mura erano lunghe 300 metri ed era dominata da una torre di guardia alta 18 metri. Secondo i rapporti ricevuti dai francesi, dietro le difese c'erano almeno un centinaio di cannoni.
Per rimanere in contatto con la flotta, i francesi dovevano avvicinarsi a Sơn Tây da est, con il Fiume Rosso alla loro destra. In teoria, avrebbero potuto marciare oltre Sơn Tây passando a nord della città, stringendo le loro colonne tra la città e il fiume, e schierarsi per un attacco sul vulnerabile angolo acuto formato dai lati lunghi delle mura che si incontravano a ovest. I difensori, però, avevano fatto del loro meglio per assicurarsi che i francesi non raggiungessero questo punto vulnerabile. I sentieri che portavano a Sơn Tây provenendo dal fiume Đáy convergevano al villaggio di Phu Sa, a nord-est della città. Le Bandiere nere avevano ingaggiato ingegneri europei per trasformare Phu Sa in una fortezza inespugnabile. Fossi pieni d'acqua, palizzate di bambù e trincee circondavano una ridotta centrale, mentre difese secondarie ostacolavano l'approccio alla postazione principale. Dalla fortezza di Phu Sa, le Bandiere nere avevano un eccellente campo di tiro sia verso est, da dove probabilmente sarebbe arrivato l'attacco iniziale francese, sia verso nord, fino al Fiume Rosso. Per schierarsi a nord e a ovest di Sơn Tây, i francesi avrebbero dovuto prima catturare Phu Sa e questo non sarebbe stato un compito facile, dato che Liu Yongfu presidiava il villaggio ed era dotato di cannoni alloggiati in casematte.
Sơn Tây era difesa da 3000 veterani delle Bandiere nere, da circa 7000 soldati vietnamiti di scarsa qualità al comando del principe Hoàng Kế Viêm e da un contingente di 1000 soldati cinesi al comando di Tang Zhiong (唐炯). I vietnamiti di Hoàng Kế Viêm presidiavano la cittadella, mentre i cinesi erano schierati all'interno di Sơn Tây. La cinta muraria e le opere esterne di Phu Sa erano tenute dalle Bandiere nere. Né i contingenti vietnamiti né quelli cinesi avrebbero avuto un ruolo significativo nella battaglia, che fu essenzialmente uno scontro diretto tra francesi e Bandiere nere.
L'ammiraglio Amédée Courbet guidò il grosso del Corpo di spedizione del Tonchino a Sơn Tây. I francesi schierarono per la campagna circa 9000 uomini, organizzati in due colonne sotto il comando del colonnello Belin e del colonnello Bichot.  La colonna di Belin, forte di 3300 uomini, era composta da due battaglioni turcos (chef de bataillon Jouneau e Letellier), da un battaglione di fanteria di marina (chef de bataillon Roux) con annessa una compagnia di fucilieri cocinesi, dal 1º battaglione della Legione Straniera (tenente colonnello Donnier), da 800 fucilieri tonchinesi (chef de bataillon Bertaux-Levillain) e tre batterie di artiglieria marina. La colonna di Bichot era composta da tre battaglioni di fanteria di marina (chef de bataillon Chevallier, Dulieu e Reygasse), ciascuno con una compagnia annessa di fucilieri cochinesi, da un battaglione di fucilieri di marina (capitano di fregata Laguerre), da tre batterie di artiglieria di marina e da una batteria navale da 65 millimetri.

## L'avvicinamento a Sơn Tây
Le due colonne francesi partirono da Hanoi all'alba dell'11 dicembre 1883. Courbet non aveva rivelato a nessuno l'obiettivo della spedizione e molti dei combattenti si aspettavano di marciare contro Bắc Ninh, che nell'autunno del 1882 era stata occupata da circa 20000 soldati dell'esercito cinese del Guangxi. La colonna di Belin marciò via terra lungo il Fiume Rosso, mentre quella di Bichot fu trasportata sul fiume da sei cannoniere francesi della Flottiglia del Tonchino (Pluvier, Trombe, Éclair, Hache, Mousqueton e Yatagan) e da diverse navi a vapore, giunche e rimorchiatori. Nel pomeriggio dell'11 dicembre 1883 la colonna di Bichot scese a terra sulla riva occidentale del fiume Đáy e assicurò un passaggio alla colonna di Belin, che procedeva più lentamente. Nel frattempo, la colonna di Belin marciò sul "Ponte di Carta" (Pont de Papier) e attraverso i villaggi di Phủ Hoài, Kien Mai e Phùng, riattraversando i campi di battaglia del 19 maggio (battaglia di Cầu Giấy) e del 15 agosto (battaglia di Phủ Hoài) e raggiungendo il fiume Đáy senza incidenti. Il 13 dicembre 1883 entrambe le colonne si incontrarono a cinque chilometri dalle difese avanzate di Sơn Tây. Gli uomini di Belin avevano bisogno di riposo e Courbet rinviò la battaglia per Sơn Tây al giorno successivo.

## La battaglia per Sơn Tây

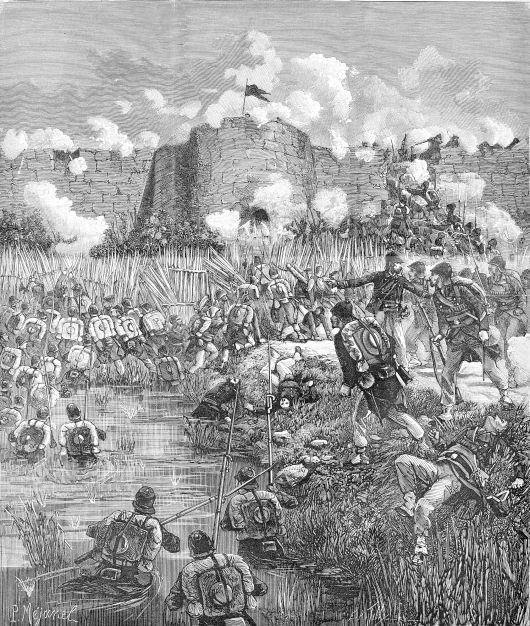
La presa di Sơn Tây,

La battaglia per la conquista di Sơn Tây fu lo scontro più feroce che i francesi avessero mai combattuto contro le Bandiere nere, che combatterono ferocemente per difendere la città. Nel primo pomeriggio del 14 dicembre 1883 i francesi avanzarono da est sulle posizioni di Phu Sa, respingendo una sortita delle Bandiere nere contro il loro fianco destro. L'artiglieria francese, dopo un bombardamento di due ore, mise a tacere i cannoni delle Bandiere nere a Phu Sa. Nel tardo pomeriggio i battaglioni di Roux e Chevallier catturarono le posizioni avanzate della Bandiere nere a Phu Sa, ma i tentativi di sfruttare questo successo fallirono. La compagnia Godinet del battaglione di turcos di Jouneau e la compagnia Cuny del battaglione di fanteria di marina di Roux assaltarono la ridotta centrale, ma furono respinte con pesanti perdite. Al tramonto i francesi erano ancora bloccati davanti a Phu Sa. Il 14 dicembre 1883 le perdite francesi furono di 68 morti (inclusi 3 ufficiali) e 249 feriti (inclusi 17 ufficiali). Quasi la metà di queste perdite furono subite dal battaglione di turcos di Jouneau, che non poté più svolgere alcun ruolo nella battaglia. In un solo giorno Courbet aveva perso più uomini di quanti ne avessero persi i suoi predecessori Rivière e Bouët in tutte le loro battaglie messe insieme.
Sperando di sfruttare la sconfitta di Courbet, Liu Yongfu attaccò le linee francesi la stessa notte, ma anche l'attacco delle Bandiere nere fallì rovinosamente. Liu Yongfu perse così tanti uomini in questo contrattacco che fu costretto ad abbandonare le posizioni di Phu Sa e a ritirarsi nel perimetro fortificato di Sơn Tây. Dopo aver fatto riposare le sue truppe il 15 dicembre 1883, Courbet assaltò le difese di Sơn Tây da nord-ovest nel pomeriggio del 16 dicembre 1883. Questa volta l'attacco fu preceduto dall'azione dall'artiglieria e fu sferrato solo dopo che i difensori erano stati sfiancati. Per rincuorare le sue truppe, Courbet diede un esempio di massimo coraggio personale, avanzando a cavallo in una posizione a portata del fuoco della Bandiere nere. Alle 17.00 il battaglione della Legione Straniera di Donnier e i fucilieri di marina di Laguerre catturarono la porta occidentale di Sơn Tây e si fecero strada nella città. La guarnigione di Liu Yongfu si ritirò nella cittadella ed evacuò Sơn Tây con il buio alcune ore dopo. La mattina del 17 dicembre 1883 i francesi cucirono un'enorme bandiera tricolore con strisce di stoffa strappate dai vessilli delle Bandiere nere catturati e la issarono sulla cittadella di Sơn Tây, mentre Courbet faceva il suo ingresso trionfale a cavallo.

## Ordine del giorno
Il 17 dicembre 1883 Courbet emanò il seguente ordine del giorno ai soldati e ai marinai del corpo di spedizione:

## Significato
Courbet aveva raggiunto il suo obiettivo, ma a un costo considerevole. Il totale delle perdite francesi durante i due giorni di combattimenti fu di 83 morti e 320 feriti. Tra gli ufficiali morti o feriti mortalmente c'erano il capitano Godinet del battaglione di fucilieri algerini di Jouneau, i capitani Doucet e Cuny e il tenente Clavet della fanteria di marina, e il capitano Mehl del battaglione della Legione Straniera di Donnier. Altri ventidue ufficiali furono stati feriti. Un ufficiale francese, molto critico, commentò: "L'ammiraglio Courbet prese la Sơn Tây come ci si aspetterebbe che facesse un marinaio: abbordandola"..
Secondo i rapporti ricevuti in seguito dai francesi, le perdite cinesi e vietnamite a Sơn Tây erano state pesanti: circa 900 morti e 1000 feriti. Quasi tutte queste perdite furono subite dall'Esercito della bandiera nera. I combattimenti a Sơn Tây costarono un tributo talmente alto alle Bandiere nere che, secondo l'osservatore britannico William Mesny, da allora non furono più una vera forza combattente.
La sproporzione tra sacrifici sostenuti dall'Esercito della bandiera nera rispetto a quelli dei vietnamiti e dei cinesi ebbero importanti conseguenze. Liu Yongfu sentì di essere stato deliberatamente lasciato a sostenere il peso dei combattimenti dai suoi alleati cinesi e vietnamiti e decise di non esporre mai più le sue truppe così apertamente. Dopo la caduta di Sơn Tây, Liu si ritirò con l'esercito della bandiera nera a Bắc Ninh, e fece pochi tentativi per coordinare i movimenti dl suo esercito con quelli delle forze cinesi lì stanziate. L'assenza delle Bandiere nere dal campo di battaglia fu un fattore importante nella sconfitta dell'Esercito del Guangxi cinese nella campagna di Bắc Ninh, combattuta nel marzo 1884.